# Orlando Pirates FC
Orlando Pirates is een Zuid-Afrikaanse voetbalclub uit Johannesburg. De club werd in 1937 gesticht en is de oudste van het land. De club werd negen keer landskampioen; vier keer in de National Professional Soccer League, één keer in de National Soccer League en vier keer in de Premier Soccer League. Ook internationaal was er succes. In 1995 werd de African Cup of Champions Clubs gewonnen en in 1996 de CAF Super Cup.

## Erelijst
Nationaal
- Premier Soccer League

2001, 2003, 2011, 2012
- National Soccer League

1994
- National Professional Soccer League

1971, 1973, 1975, 1976
- Nedbank Cup

1973, 1974, 1975, 1980, 1988, 1996, 2011, 2014
- Telkom Knockout

2011
- MTN 8

1972, 1973, 1978, 1983, 1993, 1996, 2000, 2010, 2011, 2020
Continentaal
- African Cup of Champions Clubs

1995
- CAF Super Cup

1996

## Eindklasseringen
| Seizoen   | № | Clubs | Divisie          | Duels | Winst | Gelijk | Verlies | Doelsaldo | Punten |
| --------- | - | ----- | ---------------- | ----- | ----- | ------ | ------- | --------- | ------ |
| 2002–2003 |   | 16    | NSL Premiership  | 30    | 18    | 7      | 5       | 41–16     | 61     |
| 2003–2004 | 5 | 16    | NSL Premiership  | 30    | 13    | 11     | 6       | 45–30     | 50     |
| 2004–2005 | 2 | 16    | NSL Premiership  | 30    | 17    | 9      | 4       | 52–29     | 60     |
| 2005–2006 | 2 | 16    | NSL Premiership  | 30    | 14    | 12     | 4       | 39–24     | 54     |
| 2006–2007 | 5 | 16    | NSL Premiership  | 30    | 12    | 10     | 8       | 36–30     | 46     |
| 2007–2008 | 8 | 16    | NSL Premiership  | 30    | 12    | 6      | 12      | 38–30     | 42     |
| 2008–2009 | 2 | 16    | NSL Premiership  | 30    | 15    | 10     | 5       | 37–20     | 55     |
| 2009–2010 | 5 | 16    | ABSA Premiership | 30    | 10    | 14     | 6       | 26–18     | 44     |
| 2010–2011 |   | 16    | ABSA Premiership | 30    | 17    | 9      | 4       | 41–23     | 60     |
| 2011–2012 |   | 16    | ABSA Premiership | 30    | 17    | 7      | 6       | 40–26     | 58     |
| 2012–2013 | 3 | 16    | ABSA Premiership | 30    | 14    | 10     | 6       | 39–23     | 52     |
| 2013–2014 | 4 | 16    | ABSA Premiership | 30    | 13    | 7      | 10      | 30–22     | 46     |
| 2014–2015 | 4 | 16    | ABSA Premiership | 30    | 13    | 11     | 6       | 46–29     | 50     |
| 2015–2016 | 7 | 16    | ABSA Premiership | 30    | 11    | 8      | 11      | 38–30     | 41     |

## Trainer-coaches
- Walter Dasilva (1988)
- Joe Frickleton (1995)
- Ronald Mkhandawire (1995)
- Viktor Bondarenko (1995–1996)
- Shaibu Amodu (1996–1997)
- Mike Makaab (1998)
- Ted Dumitru (1999–2000)
- Gordon Igesund (2000–2001)
- Milutin Sredojević (2006)
- Owen da Gama (2007–2008)
- Ruud Krol (2008–2011)
- Craig Rosslee (2009–2011)
- Júlio César Leal (2011–2012)
- Augusto Palacios (2012)
- Roger De Sá (2012–2014)
- Vladimir Vermezović (2014–2015)
- Eric Tinkler (2015–2016)
- Muhsin Ertuğral (2016)
- Augusto Palacios (2016–2017)
- Kjell Jonevret (2017)
- Milutin Sredojevic (2017–2019)
- Rhulani Mokwena (2019)
- Josef Zinnbauer (2019–2021)

## Wetenswaardigheden
- Pirates-doelman Senzo Meyiwa werd op 26 oktober 2014 doodgeschoten. De club nam daarom het besluit om zijn rugnummer - 1 - uit eerbetoon nooit meer aan een andere speler toe te kennen.[1]